# Col du Sémaphore
 (avril 2017).
Si vous disposez d'ouvrages ou d'articles de référence ou si vous connaissez des sites web de qualité traitant du thème abordé ici, merci de compléter l'article en donnant les références utiles à sa vérifiabilité et en les liant à la section « Notes et références ».
Le col du Sémaphore est un col de France situé juste au-dessus de la calanque de Callelongue. Un ancien sémaphore désaffecté le surplombe et culmine à 109 mètres d'altitude.

Le col du Sémaphore au mois de juin. À droite : Callelongue ; à gauche : on devine l'entrée de la calanque de la Mounine.